# ReLIFE
《ReLIFE 重返17歲》，是日本漫畫家夜宵草所創作的一部的Webtoon版式的青年校园漫画，於2013年10月12日在comico開始連載。
在2014年6月7日於應用程式發布，且在頭十五天就超過四十萬次的下載量，获得苹果App Store全应用市场排行第一，并成为comico在台湾首次登陆的漫画应用之一。2014年8月12日TSUTAYA获得授权发售单行本。
2015年2月4日榮獲「2015年全國書店店員推薦漫畫」第6名。2015年4月3日榮獲第39回講談社漫畫賞一般部門作品提名。
2016年7月1日至9月23日播放同名電視動畫，2018年3月16日漫畫完結，2018年3月21日播放動畫完結篇。到2020年2月为止，共发行了15卷单行本。

## 故事大綱
重考兩年才考上大學，研究所畢業的男主角海崎新太（27歲），由於和上司起衝突，第一份工作只做三個月就離職，也因此找工作處處碰壁，成為一個尼特族。
在某一個夜晚返家的路上，遇上了自稱重生研究所職員的夜明了（27歲），夜明了邀請海崎新太作為受試者，參加為期一年的重生實驗研究計劃：海崎新太和夜明了皆服用一顆藥丸，服後會變回17歲的外表，但心智、記憶、體能等皆保持27歲，然後兩人一起入讀同一所指定高中的三年級同一班別，讓受試者（海崎新太）重新體驗17歲的高中三年級生活，藉由這個「重新開始」的機會，重新學習、改變自身。同時支援者（夜明了）成為同班同學，以作觀察及支援，並把受試者的變化、表現及行為，詳記於《重生實驗報告書》。
受試期間，受試者的生活費用由重生研究所負責。一年過後，實驗完畢，受試者會變回服用藥丸前的年齡外貌，重生研究所會參考《重生實驗報告書》，為受試者推薦合適工作。就這樣，漫無目標的海崎新太，在生活費的誘惑下服用藥丸，以17歲的外表、27歲的內在，重新返回高中就讀三年級，一場充滿歡笑淚水的校園青春喜劇就此展開。

## 登場人物

### ReLIFE相關者
海崎新太（聲優：小野賢章，演員：小野賢章（舞台劇）；中川大志（電影））
本作男主角。
座號：4號／年齡：27歲 → 28歲（實際年齡，report105現在）／生日：8月12日／血型：O型／身高：176cm。
老家為九州的漁村。重考兩次了才考上東京的大學，研究所畢業後找到第一份工作，但因故只做了三個月就辭職，導致之後面試都被雇方以此刁難。沒有女朋友，由於求職屢屢碰壁，老家決定不再提供生活費並要求男主角回家幫忙。
在一次朋友聚會後被夜明了攔下，並邀請其參加ReLIFE（重生）實驗，考慮到參加實驗可以獲得生活費和工作推薦機會而決定參加，服用藥物後以17歲的外貌和身份入讀指定的高中重過高三生活；為關東分部實驗者No.002號。
有抽菸的習慣，重生為學生的開學第一天因自身習慣，不慎將香菸帶進教室，被班導師搜出後曾一度被周遭的同學認為是「會惹麻煩的流氓轉學生」。由於10年前的知識基本疏漏，考試成績幾乎全部不合格，因而陷入補考地獄；體能依然是27歲時的素質，不時因此受傷。雖然講話嘴上不饒人，但是社交技巧良好，溫柔善良，很會照顧人，短短幾天便和班上同學打成一片，每天的校園生活十分充實愉快。
成為尼特族源於上一家公司造成的心理陰影。緊張跋扈的工作氣氛、同事間的惡性競爭，再加上很照顧自己的前輩一直被欺負，資料被篡改、被誣陷等，讓他十分不平。想做點什麼改變現狀，反而她勸說「不要太深入追究」、「我沒事，所以海崎你也要成熟點」。但海崎對此仍氣憤不已，不顧前輩的反對，反抗了霸凌者們，卻使得事態更加嚴重，最終甚至使她在公司上吊自殺，而公司上級和員工，對此仿佛完全事不關己、自在的討論著「誰會代替前輩的位子」，對這種不正常反應感到驚詫的海崎，甚至受到他們的百般譏笑，因此憤而遞出辭呈。因當初插手管前輩的事、向公司辭職等理由，產生了「自己的行動是否不夠成熟」、「當初是否有更好的解決方法」而深陷後悔之中，並對社會感到絕望、恐懼。有好一陣子甚至無法繫上領帶，找工作時也因為想起此事而無法好好回答。到現在仍對突然的頸部觸碰非常敏感。
一年後，去前輩的墓悼念時遇上了同公司的後輩，才發現當時向公司辭職等行為受到他們的尊敬（「原來認為那間公司很奇怪的不只是我們，這對我們來說真的是很大的救贖」）讓他感嘆「當年我和前輩的反抗還是傳達到某些人的心中了」，雖然無法抵消掉愧疚，但「總算能在前輩面前（墓前）說出『有辭職真是太好了』」。
喜歡日代千鶴，但由於彼此間的年齡差距，讓他覺得「喜歡上一個高中女生的自己真差勁」；考量到實驗後記憶的消失會導致她的回憶出現空缺，認為自己「沒有資格奪走日代（在人際關係上）努力過的證明」，再加上一些誤會使新太以為她喜歡夜明，因此不敢追求她。
聖誕節約會時和日代千鶴買了相同款式的手機掛飾，並在回家路上向她告白，互通心意，但礙於實驗結束後自己將會被遺忘而無法與之交往。
「ReLIFE實驗計畫」結束後，拒絕所有研究所推薦的公司就業機會，向夜明了提出想進入支援課成為支援者，幫助更多像當初的自己一樣迷惘的人，成為夜明了與小野屋杏的後輩，在新人歡迎會上和變回大人的日代千鶴相遇，之後從對話中，受試期間模糊的印象逐漸浮現，看見手機掛飾後，確信了對方就是自己在重生時期喜歡的人，知道日代千鶴曾作為受試者和比自己年長一事大為震驚，安撫她對不再像高中生年輕的害怕，表示自己仍像學生時期一樣喜歡她，並以大人的姿態向日代千鶴正式告白，完成當初實驗時要等到日代成為大人後再由自己提出接吻的約定，開始交往。
日代千鶴（聲優：茅野愛衣，演員：荒井萌（舞台劇）；平祐奈（電影））
本作女主角。
座號：33號／年齡：28歲 → 29歲（實際年齡，report132）／生日：12月25日／血型：B型／身高：162cm。
成績優秀，學年第一的天才，開學考試中均獲得全班第一而成為班長。雖然是班裡的「秀才型」學生，但不善與人交際，常常孤單一人。由於社交能力笨拙，常在無意間激怒對方，試圖露出的善意微笑，也常因一臉猙獰被曲解成「鄙視」，被對方討厭了也渾然不知。有遇到問題立刻詢問、搜索網路，甚至親身實驗的癖好，曾表示「就在眼前晃著的答案，我無法放下不管」。為了滿足自己的探究心似乎什麼都做的出來。
在三年級開學日的午餐時間受到海崎新太的幫助，而後兩人又在放學時於走廊巧遇，和他聊過後突然意識到「這樣下去不行」、「今年已經是最後的機會了」，因此和海崎新太交換了手機號碼，兩人成為朋友。
在新太的協助下，原想和狩生玲奈當朋友，但狩生玲奈因日代千鶴奪取了她的班長寶座，本來就不喜歡她，被日代千鶴「笑容攻擊」後更對她懷抱著敵意。遲鈍的日代千鶴對此一無所知，甚至欣喜的認為「我應該交到朋友了」。後來直到狩生玲奈故意把她的包包藏起來，才終於體察她的心情，兩人互相理解後成為好友。
暗戀海崎新太，本人未察覺，因小野屋杏時常接近海崎新太而討厭她，並稱其為「眼鏡辮子頭」，但卻不明白何謂戀愛情感，上網搜尋之後發現「兩人觸碰時產生『怦然心動』的感覺就是喜歡上了」，決定找海崎新太「實驗」一番，而在第二學期開學日主動挽住他的手，體驗何謂「怦然心動」；知道了實驗目的的海崎新太反而要她「別著急」，讓她有點沮喪。
真實身份為「ReLIFE關東分部」實驗者No.001號，支援者為夜明了。
成為尼特族源於幼年時不停搬家、轉學。和同學感情越好，分離時就越感傷；且就算是摯友，通信了半年往往不會再聯絡，讓她開始懷疑「自己的存在有沒有任何意義」，認為「反正終究要被遺忘，友情、愛情都是白費功夫」，內心逐漸感到麻木，放棄與人交往，因而忘記了如何面對人群。成年後雖以優秀學歷進入社會，但幾乎無社交能力，人際關係十分糟糕，常因此被公司辭退。因此被重生實驗所找上，成了關東區實驗一號。
實驗開始後，日復一日的，她平淡的過著日常生活。實驗的前兩個月，社交狀況毫無變化。當初實驗選定讓她進入有霸凌狀況的班級，希望她和受害者間搭起友誼的橋樑。雖試圖使霸凌者停手，但反而使得霸凌更加嚴重，被霸凌的女孩更指責她「別多管閒事」，不久後便轉學了。在那之後，對原本對周圍環境毫無興趣的態度更加惡化，就算夜明了屢屢釋出善意（這對支援者來說其實是禁止的行為）依然只得到「我沒事」的答復。最後由於人際關係毫無改善，實驗因而宣告失敗，重生研究所也無法為她推薦工作。
實驗失敗後，夜明了向她提議「是否願意再試一次」，實驗因而延長一年；第二年，受到海崎新太幫助，表現日漸積極。對周遭原本毫無興趣的她，開始努力改善人際關係，努力向人露出微笑（雖然讓人敬而遠之），努力結交朋友，種種改變讓夜明了驚訝又感到欣慰。
之後支援者突然從夜明了改為小野屋杏，並發覺海崎新太似乎同是重生實驗的受試者，但礙於「被發現身份，實驗隨即結束（不論是對她還是對海崎新太）」無法揭發；詢問夜明了後，雖得到不置可否的答覆，但還是堅信不移，甚至鍥而不捨的向夜明了套話。到最後發覺自己喜歡上了海崎新太，在原作第185話當中，發現了海崎新太藏在櫃子裡的啤酒及香煙，並且在原作第186話結尾中發現自己還是忘不了海崎新太。
「ReLIFE實驗計畫」結束後，受到小野屋杏的強烈推薦，而進入了支援課的開發研究藥劑科上班，與海崎新太一樣也成為了夜明了與小野屋杏的後輩，在新人歡迎會上和變回大人的海崎新太相遇，但彼此也忘記了對方，之後從對話中，受試期間模糊的印象逐漸浮現，想起自己曾經在左手上寫上我喜歡上海崎新太的記憶後，確信了對方就是自己在重生時期喜歡的人，被海崎新太並以大人的姿態正式告白，並開始交往。
夜明了（聲優：木村良平，演員：中村優一（舞台劇）；千葉雄大（電影））
座號：20號／年齡：27歲 （實際年齡，report116，今年即將28歲）／生日：1月5日／血型：B型／身高：173cm。
「ReLIFE研究所」-關東分部的支援課職員。邀請新太參加「ReLIFE實驗計畫」。
平常說話使用敬语，總是滿臉笑容，讓人猜不透其內心真正的想法；說話總能擊中痛處，平常喜歡捉弄海崎新太，被其形容为「混帳抖S」。觀察力敏銳，擅長解讀他人的表情，往往一眼就能看穿別人。
與海崎新太一同就讀高中，以支援、記錄實驗者的發展，並編寫《重生實驗報告書》；相當的適應校園生活，雖然年齡和海崎新太相仿，但不論是課業還是運動皆游刃有餘。擅長的社交，但工作時習慣獨處。也有著懊惱時用手指敲擊桌面或大腿的習慣性小動作，似乎喜歡被人依賴的感覺。
曾是「ReLIFE關東分部」實驗者No.001號——日代千鶴的支援者。因此實驗者為關東分部的首次實驗，長官們非常期待實驗的結果，結果給夜明了施加了相當大的壓力：在實驗時沒有起色時，指責他「沒做好支援」；當他給予受試者支援，又責怪他「過度干涉」。
而對受試者日代千鶴，雖屢屢釋出善意、頻頻詢問其「還好嗎？」，但通通只得到「我沒事」的答復。在無力支援、做不了任何事的情況下，開始自我懷疑，甚至變得不知如何與日代千鶴接觸。
對於讓日代千鶴實驗失敗、浪費了機會，而感到自責內疚，經後輩小野屋杏的斥責兼安慰，重新振作過後，主動詢問日代千鶴再試一次「ReLIFE實驗計畫」；對於再次實驗中逐漸積極的日代千鶴及溫柔地改變日代的海崎新太十分感謝，曾多次表示「能夠成為他們的負責人真是太好了」。
小野屋杏（聲優：上田麗奈，演員：柴小聖（舞台劇）；岡崎紗繪（電影））
座號：23號／年齡：27歲（實際年齡，report105）／生日：5月27日／血型：B型／身高：153cm。
海崎新太的同班同學，一樣是轉學生。實際上身分是「ReLIFE研究所」-關東分部的支援課職員，為夜明了的後輩。與前輩夜明了的性格十分相像，不過更加樂天，兩人被海崎新太評價為「滿臉笑容的玩弄人於鼓掌之間」。
原本預定是海崎新太的支援者，但因某些變故換成夜明了。雖然如此，但本人仍想以職員身份參與其中，便故意在開學考時拿了不及格的分數，因此常與海崎新太、大神和臣一同開讀書會，也常三人一起吃午餐，被夜明了表示有違負責人「不可過度干涉受試者」的規定，讓夜明了十分煩惱，曾形容其為「讓人傷腦筋的後輩」。
對於情感方面相當了解，也十分理解大神和臣與狩生玲奈兩人的關係。時常藉故靠近海崎新太與大神和臣，從而被日代千鶴和狩生玲奈視為眼中釘，曾表示「JK（女高中生）好可愛、玩弄JK的感情真有趣」。
平常和前輩夜明了總是打打鬧鬧，但十分尊敬他，在夜明了因實驗者1號的失敗而委靡不振時鼓勵他重振精神。
在第二學期後成為日代千鶴第二次「ReLIFE實驗計畫」的負責人。

### 青葉高級中學

#### 3年3班
狩生玲奈（聲優：戶松遙，演員：高柳明音、濱頭優（舞台劇）；池田依來沙（電影））
座號：24號／年齡：17歲（report105現在）／生日：9月6日／血型：A型／身高：166cm。
海崎新太的同班同學，坐在海崎新太的隔壁座位，為排球社副隊長。
高中二年級從未將班長寶座拱手讓人，直到三年級才被日代千鶴取代。有著不服輸的性格，在學習成績上和體育上都十分努力，表現傑出，可惜成績仍追不上日代千鶴，體育上追不上玉來萌香，「永遠第二名」的她因而感到自卑。
日代千鶴在海崎新太幫助下想與其交流，但因日代千鶴糟糕的社交技巧及淒慘的「善意微笑」，導致誤解生恨並想報復日代千鶴，最後被新太發現開導後阻止，最後和日代千鶴成為好友。
從一年級就暗戀大神和臣，與他有一樣的耳環，但愛慕的心意一直未被遲鈍的大神和臣察覺；後來得知大神和臣不會和她一起直升同校大學部，單戀了近三年的她明白這是「最後的機會」，並決定採取行動。在好友的幫助下，準備在暑假的煙火大會表明心意，沒想到卻反被大神和臣告白，兩人成功交往並成為戀人。
大神和臣（聲優：内田雄馬，演員：杉江大志（舞台劇）；高杉真宙（電影））
座號：3號／年齡：17歲 → 18歲（report105）／生日：6月4日／血型：O型／身高：171cm。
海崎新太的同班同學，坐在新太的前面座位。有戴著耳環，外表看似輕浮，其實卻相當單純且遲鈍。成績是班級男生中的第一名，在高中一二三年級也經由開學考試奪得第一而成為班長。體育成績很爛，是個運動白痴。也許因為家裡沒有母親，很擅長作家事和料理，被海崎新太形容「女子力很高」。
有著純真的一面，對於感情極為遲鈍，從而沒發現狩生玲奈的暗戀。受到海崎新太的「開導」後，發現自己也對狩生玲奈懷有情愫。在暑假的煙火大會表明心意，兩人成功交往並成為戀人。
玉來萌香（聲優：茜屋日海夏，演員：渡邉幸愛、森岡悠（舞台劇））
座號：30號／年齡：17歲（report105）／生日：10月1日／血型：O型／身高：155cm。喜歡喝牛奶。巨乳。
海崎新太的同班同學，和犬飼曉、朝地信長兩人為青梅竹馬，被兩人稱呼「玉」。也是狩生玲奈的好友，為排球社的隊長。
性格溫柔且柔弱，看上去一臉老實，我行我素又穩重大方。體育成績優秀，但學習成績不行。有著體能異於常人的運動型天才；先天的才能加上後天的努力，比專業的成員都要優秀，從而成為甄選會選上的選手。
因運動方面出色的表現，讓她遭到被他人嫉妒；只是單純喜歡運動的她卻發現這個殘酷的事實，也在社團交不到夥伴、甚至被指責別努力；後來為避免事件再度重演，在升高中時婉拒了所有體育強校的邀請，進入重視升學的青葉；後來參加排球社的體驗活動，在狩生玲奈對自己隱藏實力的行為感到不滿，提出了對決並表示不準放水，「總有一天我會贏過妳」的決心後，感到驚訝又開心，兩人也因此結為好友。
犬飼曉（聲優：杉山紀彰，演員：小西成彌（舞台劇））
座號：2號／年齡：17歲 → 18歲（report105）／生日：7月31日／血型：AB型／身高：174cm。
海崎新太的同班同學，和玉來萌香、朝地信長兩人為青梅竹馬，被兩人稱呼「阿曉」。
性格沉默寡言且冷淡，是行動派、快於理智，也有著正直的性格。因為信長和萌香性格過於柔弱，而放心不下，只要跟兩人有關的事，態度就會180度大轉變。雖然對他人的態度較冷淡，但其實是相當率直的人。
朝地信長（聲優：浪川大輔，演員：瑛（舞台劇））
座號：1號／年齡：17歲（report105）／生日：3月2日／血型：A型／身高：184cm。
海崎新太的同班同學，和犬飼曉、玉來萌香萌香兩人為青梅竹馬，被兩人稱呼「信」。
性格溫厚且溫柔，給人印象也很好；也有「老媽子」性格，會因他人為一個小傷擔心對方很久，大家出門玩時也不忘隨身攜帶OK蹦、防蚊液。運動神經超群。此外因作息規律，被犬飼曉形容成「老爺爺」。
夜明了
青葉高中3年3班20號。
→「夜明了」
日代千鶴
青葉高中3年3班33號。
→「日代千鶴」
海崎新太
青葉高中3年3班4號。
→「海崎新太」
小野屋杏
青葉高中3年3班23號。
→「小野屋杏」

#### 教職員
天津心（聲優：澤城美雪／演員：夏菜（電影））
年齡：25歲／生日：3月10日／血型：A型／身高：157cm。
青葉高中3年3班的班導師，海崎新太等人所在的班級。體育教師，同時也是女子排球部的顧問。雖然年輕而笨拙，但仍然想要直接地與學生們面對面。
宇佐浩史（聲優：羽多野涉）
年齡：27歲／生日：2月9日／血型：A型／身高：178cm。
青葉高中3年4班體育老師，男子排球部的顧問。與女子排球部不同，男子排球部似乎很弱小，是以突破初戰為目標的辛苦之人。
犬飼堇（聲優：白石涼子）
年齡：28歲／生日：4月14日／血型：AB型／身高：160cm。
青葉高中保健醫生，犬飼曉的姐姐。總是在注視並挂念著學生們。

### 其他人物
佐伯美知留（聲優：伊藤靜，演員：ICONIQ→伊藤由美（舞台劇）；市川實日子（電影））
海崎新太員工時代的前輩。有著大剌剌的性格且相當溫柔，受到海崎新太尊敬。只因為是女性且工作成績優異而被同僚針對，做好的文件被刪改而受到委屈，最終承受不了壓力上吊自殺。7月1日去世。
海崎的母親（聲優：渡邊明乃）
向海崎新太表示不再提供生活費並要求男主角回家幫忙。
社長（聲優：奈良徹，演員：黑川恭佑（舞台劇））
海崎新太員工時代的社長，是個黑心企業的公司。
敷戶站萬里
與大神和臣同在便利店工作的女前輩。
大神貴臣
大神和臣的哥哥，曾在大神和臣高一時強迫他穿上耳環。跟海崎新太有著相似的經歷，因此成了尼特族。
上岡善（聲優：赤羽根健治）
23歲，海崎新太第一家公司晚一年的後輩，屬營業一課，尊敬海崎新太及佐伯美知留。
直見瑠美（聲優：高橋未奈美）
25歲，海崎新太第一家公司晚一年的後輩，屬總務課，尊敬海崎新太及佐伯美知留。
天之瀨賢人（聲優：川島得愛）
重生研究所－關東分部－開發研究部－藥劑課職員。
黑心企業前輩（聲優：中尾隆聖、三木真一郎、置鮎龍太郎）
新太在黑心企業的前輩，長期欺負指導後輩新太的同事美智留。對美智留文件動手腳，使其工作出現失誤；聽到新太求情反而變本加厲，導致美智留自殺。之後反而想要接下佐伯之職，使新太看到黑心企業的病態。

## 設定
重生研究所（ReLIFE Laboratory）
重生研究所（ReLIFE Laboratory）以尼特族（不升學，不就業，終日無所事事的青年族群）為實驗對象，驗證讓他們回歸社會的計劃的組織。
ReLIFE（重生研究計劃）（ReLIFE）
實驗方法為讓受試者服用一顆能讓外貌（而不包含身體素質，如體能等）變年輕的藥丸，進入指定高中就讀，藉由這個「重新開始」的機會，重新學習、改變自身。
實驗期間，受試者各種變化，皆詳記於《重生實驗報告書》，實驗結束後，將參考此報告，為受試者推薦合適工作。
實驗規範
由於此為秘密實驗，結束後，和受試者及支援者接觸過的人，記憶將遭刪除；若期間受試者透露任何關於實驗的消息或被他人發現，實驗將當場結束，受試者的記憶也會一併刪除。此外，若受試者憑「實驗結束後關於自己的記憶將消失」而因此傷人、犯法，後果也和上述相同。
支援者的工作
支援者由支援課職員中選出。實驗開始前，須先瞭解受試者的身家背景、為何成為尼特等資料。此外，支援者有一年的研習期，以進入選定高中就讀以熟悉環境。
實驗開始後，支援者必須和受試者進入相同班級，用以觀察及支援受試者；同時，受試者的變化、表現及行為，皆須詳記於《重生實驗報告書》，實驗結束後，將參考此報告，為受試者推薦合適工作。
雖然根據狀況，支援者對受試者作出支援是必須的，但也不可過度干涉，否則將影響實驗準確性，而受試者也不可過於依賴支援者。實驗開始後，將全面觀察受試者，因此支援者的工作更包含了跟蹤及假日的「狀態觀察」，即透過手機進行監聽。
青葉高級中學
故事中主角等人所就讀的高中，擁有附屬可直升的大學，是一間重視學生升學率而不太重視社團活動發展的學校。
校風自由，對於學生的服裝儀容，規定相當寬鬆（學生染髮、穿耳洞等都是被允許的）。
各學期的男女班長由開學日當天考試成績決定，即第一名的學生（男女各一名）。
當上班長，除了一般學生皆有、用來標示屆數的領帶夾（EX：男主角當屆的學生，領夾顏色為紅色）會多得到一個銀色的領夾，憑銀色領夾在校內可享有諸多特權（如學校餐廳免費、交通費及學雜費等減免優惠），但學期結束時要繳回（換言之任期也隨之結束）。

## 出版書籍
| 卷數 | EARTH STAR Entertainment | EARTH STAR Entertainment | 台灣角川       | 台灣角川               |
| 卷數 | 發售日期                 | ISBN                     | 發售日期       | ISBN                   |
| ---- | ------------------------ | ------------------------ | -------------- | ---------------------- |
| 1    | 2014年8月12日            | ISBN 978-4-8030-0595-0   | 2016年11月28日 | ISBN 978-986-473-398-9 |
| 2    | 2014年11月12日           | ISBN 978-4-8030-0619-3   | 2016年11月28日 | ISBN 978-986-473-399-6 |
| 3    | 2015年3月28日            | ISBN 978-4-8030-0690-2   | 2017年4月27日  | ISBN 978-986-473-625-6 |
| 4    | 2015年8月12日            | ISBN 978-4-8030-0757-2   | 2017年4月27日  | ISBN 978-986-473-626-3 |
| 5    | 2016年2月12日            | ISBN 978-4-8030-0861-6   | 2017年6月26日  | ISBN 978-986-473-670-6 |
| 6    | 2016年8月12日            | ISBN 978-4-8030-0941-5   | 2017年6月26日  | ISBN 978-986-473-692-8 |
| 7    | 2017年2月25日            | ISBN 978-4-8030-0996-5   | 2018年7月26日  | ISBN 978-957-564-311-9 |
| 8    | 2018年5月11日            | ISBN 978-4-8030-1186-9   |                |                        |
| 9    | 2018年8月10日            | ISBN 978-4-8030-1218-7   |                |                        |
| 10   | 2018年11月12日           | ISBN 978-4-8030-1247-7   |                |                        |
| 11   | 2019年2月12日            | ISBN 978-4-8030-1269-9   |                |                        |
| 12   | 2019年5月11日            | ISBN 978-4-8030-1295-8   |                |                        |
| 13   | 2019年8月10日            | ISBN 978-4-8030-1324-5   |                |                        |
| 14   | 2019年11月12日           | ISBN 978-4-8030-1355-9   |                |                        |
| 15   | 2020年2月13日            | ISBN 978-4-8030-1384-9   |                |                        |

### 小說版
- 夜宵草、武井彩所著小說ReLIFE日语：。日本徳間書店出版，全1卷：
  1. 2017年3月25日在日本出版[15]，書號ISBN 978-4-1990-5218-7。
- 原作夜宵草插畫、蒔田陽平的《小說化ReLIFE》日语：。双葉社、全5卷：
  1. 2019年8月8日発売[16]、ISBN 978-4-575-52255-6
  2. 2019年8月8日発売[17]、ISBN 978-4-575-52256-3
  3. 2019年11月12日発売[18]、ISBN 978-4-575-52292-1
  4. 2020年2月12日発売[19]、ISBN 978-4-575-52323-2
  5. 2020年3月12日発売[20]、ISBN 978-4-575-52336-2

### 改編版小說
- 日本comico網路連載小說《ReLIFE in 異世界!》（ReLIFE in 異世界!），改編作者為すみす，原作夜宵草負責插畫。
- 非原作主線劇情，保留原作角色人物個性形象，職業改變。
- 於2015年6月15日當日限定推出10話完結。
- 於2015年9月11日推出續集，2016年4月1日共35話完結。

## 電視動畫
於2015年2月13日宣布動畫化，也是comico首批動畫化作品之一。動畫於2016年7月1日開始播出，全13話。而「ReLIFE 完結篇」則於2018年3月21日以Blu-ray／DVD形式發售，全4話。

#### 製作團隊
- 原作：夜宵草
- 監督：小坂知
- 系列構成：橫手美智子、兵頭一步
- 角色設計、總作畫監督：山中純子
- 色彩設計：磯貝深雪
- 美術監督：秋山健太郎
- 美術設定：座間智子、藤野真里
- 攝影監督：設樂希
- 編輯：坂本久美子
- 音樂：坪口昌恭
- 音響監督：秦昌二
- 音響製作：HALF H·P STUDIO
- 動畫製作：TMS Entertainment
- 製作：ReLIFE研究所

#### 主題曲
片頭曲
作詞、作曲：堀江晶太，編曲：堀江晶太、PENGUIN RESEARCH，主唱：PENGUIN RESEARCH
第13集及第17集作為ED片尾曲播放。
片尾曲「MD2000 ～ReLIFE Ending Songs～」
片尾曲是以「海崎在就讀高中時所聽到並錄入至自行製作的MiniDisc的歌曲」為概念，將2000年前後流行的部分熱門歌曲用作各話的片尾曲。
| 话数   | 歌曲[21]                                          | 歌曲[21]              | 歌曲[21]          | 歌曲[21]                       | 歌曲[21]                    |
| 话数   | 曲名                                              | 作词                  | 作曲              | 编曲                           | 演唱                        |
| ------ | ------------------------------------------------- | --------------------- | ----------------- | ------------------------------ | --------------------------- |
| 第1集  | イージュー★ライダー（日语：イージュー★ライダー）                     | 奥田民生              | 奥田民生          | 不適用                         | 奥田民生                    |
| 第2集  | HOT LIMIT                                         | 井上秋緒              | 淺倉大介          | 淺倉大介                       | T.M.Revolution              |
| 第3集  | タイミング～Timing～（日语：(曲)）                    | 森浩美 BLACK BISCUITS | 中西圭三 小西貴雄 | 小西貴雄                       | BLACK BISCUITS              |
| 第4集  | HONEY                                             | hyde                  | hyde              | L'Arc〜en〜Ciel Hajime Okano   | L'Arc〜en〜Ciel             |
| 第5集  | これが私の生きる道（日语：這是我的生存之道）                      | 奥田民生              | 奥田民生          | 不適用                         | PUFFY                       |
| 第6集  | Sunny Day Sunday（日语：Sunny Day Sunday）                        | 赤羽奈津代            | 鈴木秋則          | SENTIMENTAL:BUS（日语：センチメンタル・バス） 神山 | SENTIMENTAL:BUS             |
| 第7集  | Saudade（日语：サウダージ (曲)）                                 | 新藤晴一              | ak.homma          | 不適用                         | 色情塗鴉                    |
| 第8集  | 雪の華                                            | Satomi                | 松本良喜          | 松本良喜                       | 中島美嘉                    |
| 第9集  | There will be love there -愛のある場所-（日语：There will be love there -愛のある場所-） | 川瀨智子              | 奥田俊作          | the brilliant green 笹路正徳   | the brilliant green         |
| 第10集 | 明日への扉                                        | ai                    | ai                | nao 小澤純                     | I WiSH                      |
| 第11集 | PIECES OF A DREAM                                 | 麻生哲朗              | 藤本和則          | 藤本和則                       | CHEMISTRY                   |
| 第12集 | 夏祭り                                            | 破矢                  | 破矢              | 破矢                           | Whiteberry                  |
| 第14集 | 花                                                | ORANGE RANGE          | ORANGE RANGE      | 不適用                         | ORANGE RANGE                |
| 第15集 | CHE.R.RY                                          | YUI                   | YUI               | northa+                        | YUI                         |
| 第16集 | LA·LA·LA LOVE SONG                                | 久保田利伸            | 久保田利伸        | 柿崎洋一郎                     | 久保田利伸 with 娜奧美·金寶 |

### 各話列表
| 話數      | 日文標題 | 中文標題         | 劇本       | 分鏡     | 演出     | 作畫監督                                | 原作話數                                    |
| 本篇      | 本篇     | 本篇             | 本篇       | 本篇     | 本篇     | 本篇                                    | 本篇                                        |
| --------- | -------- | ---------------- | ---------- | -------- | -------- | --------------------------------------- | ------------------------------------------- |
| report 1  |          | 海崎新太(27)無業 | 横手美智子 | 小坂知   | 添田和弘 | 中島里恵、工藤裕加 北山修一             | Report 1～13 Report 15～16                  |
| report 2  |          | 溝通技巧0分      | 横手美智子 | 関暁子   | 関暁子   | 小嶌エリナ                              | Report 13～14 Report 16～25                 |
| report 3  |          | 因為已經是大叔   | 横手美智子 | 辻初樹   | 奥野浩行 | 島田英明、松下清志 藤岡真紀             | Report 20 Report 26～31                     |
| report 4  |          | 堕落             | 横手美智子 | 備前克彦 | 備前克彦 | 渡邉慶子、森亜弥子                      | Report 21 Report 32～37                     |
| report 5  |          | 交疊             | 横手美智子 | 高橋亨   | 高橋亨   | 工藤裕加                                | Report 38～44                               |
| report 6  |          | 又不是第一次见面 | 横手美智子 | 佐野隆志 | 神原敏昭 | 濱口頌平、土方友希                      | Report 45～54                               |
| report 7  |          | 實驗者001→002    | 兵頭一歩   | 関暁子   | 関暁子   | 小嶌エリナ                              | Report 番外篇 Report 54～55 Report 113～120 |
| report 8  |          | 龜裂             | 兵頭一歩   | 辻初樹   | 中田誠   | 島田英明、細川修平                      | Report 56～64                               |
| report 9  |          | 復仇             | 兵頭一歩   | 山田弘和 | 山田弘和 | 町田真一、吉田隆彦 真島ジロウ           | Report 65～74                               |
| report 10 |          | 每個人的自私     | 兵頭一歩   | 備前克彦 | 備前克彦 | 渡邉慶子、森亜弥子 池内直子             | Report 75～84                               |
| report 11 |          | 過去的旅程       | 横手美智子 | 添田和弘 | 中田誠   | 石田啓一、小林ゆかり                    | Report 85～93                               |
| report 12 |          | 雙重恐慌         | 兵頭一歩   | 関暁子   | 関暁子   | 渡邉慶子、森亜弥子 小嶌エリナ           | Report 94～100                              |
| report 13 |          | 告白             | 兵頭一歩   | 高橋亨   | 高橋亨   | 吉田隆彦、町田真一 工藤裕加             | Report 100～108 Report 112                  |
| 完結篇    |          |                  |            |          |          |                                         |                                             |
| report 14 | Seed     | 種子             | 兵頭一歩   | 高橋亨   | 渡部周   | 工藤裕加、平山智 浦中利浩、真島 鶴田眸  |                                             |
| report 15 | Need     | 需要             | 兵頭一歩   | 添田和弘 | 茉田哲明 | 町田真一、平山智                        |                                             |
| report 16 | Date     | 約會             | 兵頭一歩   | 吉田隆彦 | 吉田隆彦 | 吉田隆彦                                |                                             |
| report 17 | Life     | 生命             | 兵頭一歩   | 小坂知   | 小坂知   | 中島里恵、垣野内成美 町田真一、工藤裕加 |                                             |

### 播放電視台
日本深夜動畫：下文記載的日本国内播放時間使用日本標準時間（UTC+9）表示。因為部分時間标识會採用30小时制，因此請留意这类超过24:00的时间，其實際播放時間為翌日清晨。
| 播放地區 | 播放電視台 | 播放日期       | 播放時間（UTC+9）         | 所屬聯播網 | 備註       |
| -------- | ---------- | -------------- | ------------------------- | ---------- | ---------- |
| 東京都   | TOKYO MX   | 2016年7月1日－ | 星期五 24時00分－24時30分 | 獨立局     |            |
| 日本全國 | BS11       | 2016年7月1日－ | 星期五 24時00分－24時30分 | 衛星電視   | ANIME+節目 |
| 群馬縣   | 群馬電視台 | 2016年7月1日－ | 星期五 24時30分－25時00分 | 獨立局     |            |
| 栃木縣   | 栃木電視台 | 2016年7月1日－ | 星期五 24時30分－25時00分 | 獨立局     |            |
| 日本全國 | AT-X       | 2016年7月2日－ | 星期六 24時00分－24時30分 | 衛星電視   |            |

### BD、DVD
| 卷數 | 發售日         | 收錄話          | 規格產品編號  | 規格產品編號  | 封面人物                  |
| 卷數 | 發售日         | 收錄話          | BD限定版      | DVD限定版     | 封面人物                  |
| ---- | -------------- | --------------- | ------------- | ------------- | ------------------------- |
| 1    | 2016年8月24日  | 第1話           | ANZX-12461/2  | ANZB-12461/2  | 海崎新太                  |
| 2    | 2016年9月28日  | 第2話 - 第3話   | ANZX-12463/4  | ANZB-12463/4  | 海崎新太、夜明了          |
| 3    | 2016年10月26日 | 第4話 - 第5話   | ANZX-12465/6  | ANZB-12465/6  | 大神和臣、狩生玲奈        |
| 4    | 2016年11月23日 | 第6話 - 第7話   | ANZX-12467/8  | ANZB-12467/8  | 夜明了、小野屋杏          |
| 5    | 2016年12月21日 | 第8話 - 第9話   | ANZX-12469/70 | ANZB-12469/70 | 狩生玲奈、日代千鶴        |
| 6    | 2017年1月25日  | 第10話 - 第11話 | ANZX-12471/2  | ANZB-12471/2  | 玉来萌香 犬飼曉、朝地信長 |
| 7    | 2017年2月22日  | 第12話 - 第13話 | ANZX-12473/4  | ANZB-12473/4  | 海崎新太、日代千鶴        |

## 舞台劇
漫畫總發行量突破100万本後，2016年3月宣佈舞台化。舞台版「ReLIFE」於2016年9月8日至9月19日期間在東京SUNSHINE劇場進行十四場公演，2016年9月24日及25日在大阪梅田藝術劇場公演四場。故事主角—海崎新太由擔任動畫版主角配音的小野賢章出演。

### 工作人員
- 原　作：夜宵草（comico）
- 監　修：夜宵草、comico、ReLIFE研究所
- 演　出：岡村俊一（日语：岡村俊一）
- 製作人：山浦哲也、佐佐木康志
- 製　作：PRAGMAX & Entertainment、Avex Live Creative
- 贊　助：Avex Live Creative
- 版　權：夜宵草／comico／ReLIFE研究所

### 演員
- 海崎新太：小野賢章
- 日代千鶴：荒井萌
- 夜明了：中村優一
- 狩生玲奈：高柳明音、濱頭優
- 大神和臣：杉江大志
- 小野屋杏：柴小聖
- 玉來萌香：渡邉幸愛、森岡悠
- 犬飼曉：小西成弥
- 朝地信長：瑛
- 佐伯美知留：ICONIQ
- 立石：黒川恭佑
- 吉田美佳子、太田旭紀、高橋元希、中村早希

## 真人電影
2017年4月15日由松竹發行、上映。導演古澤健。主演中川大志與平祐奈雙主演 。導演表示故事剧情最后将会以原创方式作結尾。

### 工作人員
- 原作：夜宵草「ReLIFE」（NHN PlayArt（日语：NHN JAPAN）刊）
- 監督：古澤健

### 演員
- 海崎新太：中川大志
- 日代千鶴：平祐奈
- 夜明了：千葉雄大
- 大神和臣：高杉真宙
- 狩生玲奈：池田依來沙
- 小野屋杏：岡崎紗繪
- 天津心：夏菜
- 佐伯美知留：市川實日子

## 典故
当地媒体大分合同新聞在2015年1月4日对作者参访中透露部分故事典故，包括了：
- 登场角色的姓名出自大分县的火车站名。
- 角色座位距离代表角色的心理关系距离。
- 高中生活参考过大分市的高中，尤其是女生所穿服饰、食堂等参考自大分县立大分上野丘高等学校。

## 外部連結
- （日語） 《ReLIFE 重返17歲》 - comico（页面存档备份，存于）
- （繁體中文） 《ReLIFE 重返17歲》 - comico（页面存档备份，存于）
- （日語） ReLIFE原作者 夜宵草的X（前Twitter）
- （日語） YouTube上的comico頻道
- （日語） 《ReLIFE 重返17歲》動畫版官方網站（页面存档备份，存于）
- （日語） 《ReLIFE 重返17歲》動畫版的X（前Twitter）
- （日語） 《ReLIFE 重返17歲》舞台劇官方網站（页面存档备份，存于）
- （日語） 《ReLIFE 重返17歲》舞台劇的X（前Twitter）
- （日語） 《ReLIFE 重返17歲》電影版的X（前Twitter）